# Ernest Bloch
Pour les articles homonymes, voir Bloch.
Œuvres principales
- Israël (1916)
- Schelomo (1916)
- Sonate pour violon et piano no 1 (1920)
- Quintette no 1 avec piano (1921)

Ernest Bloch, né à Genève (Suisse) le 24 juillet 1880 et mort le 15 juillet 1959 à Portland (États-Unis), est un compositeur,  violoniste, chef d'orchestre et pédagogue suisse naturalisé américain.

## Biographie

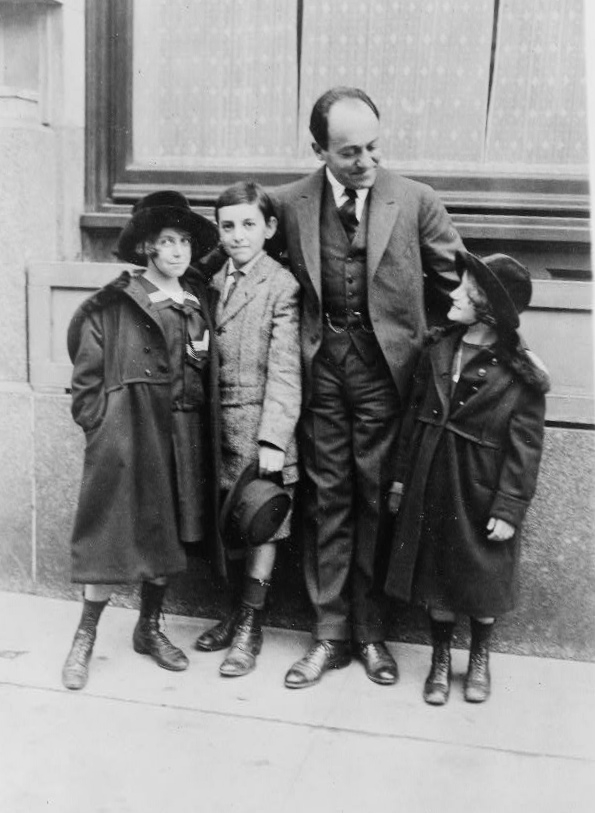
Ernest Bloch avec ses enfants Suzanne, Ivan et Lucienne.

Il étudie le solfège avec Émile Jaques-Dalcroze, le violon d'abord avec Louis Rey à Genève, puis avec Eugène Ysaÿe à Bruxelles (1896) et la composition à Francfort-sur-le-Main avec Iwan Knorr. Il travaille également avec Ludwig Thuille à Munich. 
En 1903, il passe un an à Paris, où il rencontre Claude Debussy. 
En 1904, de retour à Genève, il commence à composer son opéra Macbeth. 
En 1909-1910, il est chef d'orchestre à Lausanne et à Neuchâtel, avant de s'installer aux États-Unis en 1916 et de travailler avec la compagnie de danse de Maud Allan. 
À partir de 1917, il devient professeur de composition à Cleveland à l'Institut de musique de la ville, puis à San Francisco où il est directeur du conservatoire entre 1925 et 1930. 
Il prend la nationalité américaine en 1924. 
Il revient en Europe entre les années 1930 et 1939, mais retourne en Amérique quelques années plus tard, avec la montée du nazisme. 
De 1942 à 1952, il enseigne à l'Université de Berkeley en Californie, dont il est distingué comme professeur émérite en 1952. Parmi ses élèves les plus connus, on peut citer George Antheil, Roger Sessions, Douglas Moore, Bernard Rogers, Randall Thompson, Herbert Elwell, Leon Kirchner et le philosophe Stanley Cavell.

## Principales œuvres
Son œuvre s'inspire de thèmes hébraïques.
Classement chronologique
- Hiver-Printemps (Deux poèmes symphoniques) (1904)
- Symphonie en ut dièse mineur (1905)

- 1906
  - Invocation, pour mezzo-soprano
  - L'abri, pour mezzo-soprano
  - La vagabonde, pour mezzo-soprano
  - Le déclin, pour mezzo-soprano
  - Poèmes d'automne, pour mezzo-soprano
- Macbeth (opéra) (1909)
- Ex-Voto, Assez Lent (œuvre pour piano) (1914)
- 1916
  - Israël. Symphonie, pour orchestre et 5 voix solistes
  - Schelomo, rhapsodie hébraïque pour violoncelle et orchestre
  - quatuor à cordes no 1
- Trois poèmes juifs pour orchestre (1917)
- 1919
  - Suite pour alto et piano ou orchestre
  - Suite pour alto et piano
- 1920
  - Sonate pour violon et piano no 1
- 1922
  - Poems Of The Sea (œuvre pour piano)
  - In The Night (Poème pour piano ou orchestre)
- 1923
  - Quintette no 1 avec piano
  - Nirvana (œuvre pour piano)
  - Five Sketches In Sepia (œuvre pour piano)
  - Enfantines – 10 pièces pour piano
  - Four Circus Pieces (œuvre pour piano)
  - Danse Sacrée (œuvre pour piano)
  - Nigun, pour violon et piano
  - Baal Shem. 3 pictures of Chassidic life, pour violon et piano
  - Trois tableaux de la vie hassidique
- 1924
  - Nuit exotique, pour violon et piano
  - Poème mystique, Sonate pour violon et piano, no 2.
  - Trois nocturnes, pour violon, violoncelle et piano
  - Méditation Hébraïque pour violoncelle et piano
  - From Jewish life pour violoncelle et piano
- 1925
  - Concerto grosso pour cordes et piano obbligato no 1
  - Dans les montagnes, pour quatuor à cordes
- 1926
  - Four Episodes pour orchestre de chambre : Humoresque Macabre, Obsession, Calm, Chinese
  - America, an Epic Rhapsody pour chœur et orchestre
- 2 psaumes, pour soprano (1928)
- Abodah, pour violon et piano (1929)
- Avodath Hakodesh. Service sacré, pour baryton, chœur et orchestre (1933)
- Sonate pour piano (1935)
- 1936
  - Visions & Prophecies (œuvre pour piano)
  - Voix dans le désert. Poème symphonique pour violoncelle et orchestre
- Evocations. Suite symphonique pour orchestre  (1937)
- Concerto pour violon et orchestre (1938)
- Suite symphonique (1944)
- quatuor à cordes no 2 (1945)

- Six Préludes pour la Synagogue (1946-1950)
- Concerto Symphonique pour piano et orchestre en si mineur   (1947)
- Scherzo Fantasque pour piano et orchestre (1948)
- Concertino, pour flûte, alto ou clarinette et cordes (1950)
- 1951
  - Suite hébraïque pour alto ou violon et piano ou pour orchestre
  - Meditation and processional, pour alto et piano
- 1952
  - quatuor à cordes no 3
  - Concerto grosso pour orchestre à cordes, no 2
  - In memoriam, pour timbales et cordes
- quatuor à cordes no 4  (1953)
- Symphonie pour trombone ou violoncelle et orchestre (1954)
- 1955
  - Proclamation, pour trompette et orchestre
  - Symphonie, pour timbales, percussion et cordes, en mi bémol majeur
- 1956
  - quatuor à cordes no 5
  - Suite, pour violoncelle solo, no 1
- Quintette no 2 avec piano (1957)
- 1958
  - Suite pour violon seul, no 1
  - Suite pour violon seul, no 2
  - Two last poems (Maybe...), pour flûte solo et orchestre